# Peter Blangé
Peter Blangé (Voorburg, 9 de dezembro de 1964) é um ex-jogador de voleibol neerlandês que atuava como levantador. Ele defendeu a bandeira do seu país em quatro edições de Jogos Olímpicos.
Blangé fez parte do grupos de jogadores conhecidos como "Bankras", que passaram a se dedicar exclusivamente a seleção neerlandesa após os Jogos Olímpicos de 1988. Com a forte oferta de clubes italianos, Blangé se transferiu para o Catania em 1990, mas acabou integrando a equipe medalhista de prata nos Jogos Olímpicos de Barcelona, em 1992, passando por seleções tradicionais como Itália e Cuba.
Nas Olimpíadas de 1996, Blangé foi o levantador titular durante toda a campanha que render a conquista da inédita medalha de ouro, culminando com a vitória por 3 sets a 2 sobre a Itália. Ainda naquele ano, liderou os Países Baixos na conquista da Liga Mundial, em Roterdã.
Blangé também contribuiu para a conquista do título europeu de 1997 e, aos 35 anos, participou da sua quarta Olimpíada em Sydney 2000, onde realizou sua partida número 500 pela seleção neerlandesa. Ainda em 2000, foi um dos oito finalistas do prêmio aos melhores jogadores de voleibol do Século XX pela FIVB.
Após o fim da carreira profissional, que incluiu passagens por clubes na Alemanha e Itália, tornou-se treinador de voleibol e dirigiu a seleção dos Países Baixos entre 2006 e 2011. Em 2012 foi incluído no Volleyball Hall of Fame, sendo reconhecido como um dos maiores jogadores de voleibol de todos os tempos.